# Cosmópolis
Cosmópolis là một đô thị tại bang São Paulo. Đô thị này nằm ở vĩ độ 22º38'45" độ vĩ nam và kinh độ 47º11'46" độ vĩ tây, trên khu vực có độ cao 652 m. Dân số năm 2004 ước tính là 128 638 người. Đô thị này có diện tích 154,70 km².

## Thông tin nhân khẩu

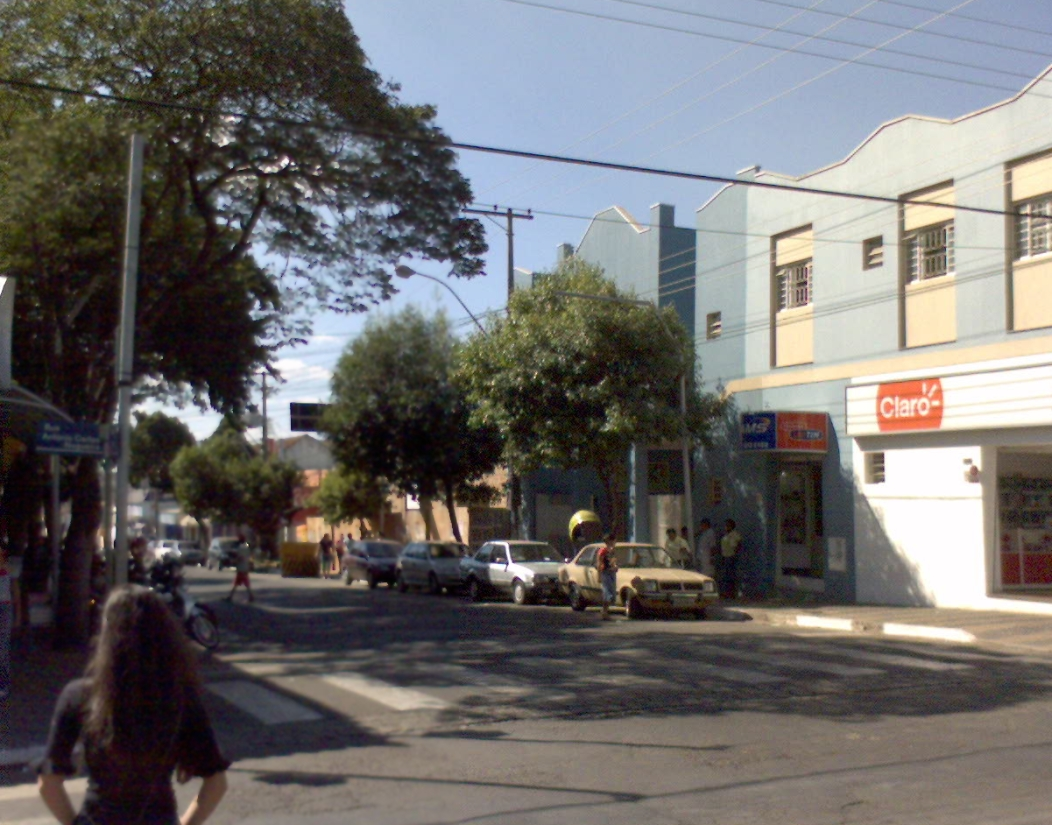
Khu vực trung tâm.

Dữ liệu dân số theo điều tra dân số năm 2000
Tổng dân số: 137.973
- Dân số thành thị: 136.164
- Dân số nông thôn: 1.809
- Nam giới: 72.215
- Nữ giới: 62.140

Mật độ dân số: 286,72 người/km²
Tỷ lệ tử vong trẻ sơ sinh dưới 1 tuổi: 14,08 trên 1 triệu
Tuổi thọ bình quân: 72,20 tuổi
Tỷ lệ sinh: 2,26 số trẻ trên mỗi bà mẹ
Tỷ lệ biết đọc biết viết: 92,95%
Chỉ số phát triển con người (HDI-M): 0,799
- Chỉ số phát triển con người - Thu nhập: 0,726
- Chỉ số phát triển con người - Tuổi thọ: 0,787
- Chỉ số phát triển con người - Giáo dục: 0,884

(Nguồn: IPEADATA)
Bản mẫu:Região Metropolitana de Campinas